# Шмид, Карл (швейцарский художник)
Карл Шмид (нем. Karl Schmid; 10 мая 1914[…], Цюрих — 13 августа 1998, Цюрих) — швейцарский художник, педагог, скульптор, гравер, иллюстратор, графический дизайнер и живописец, работавший с 1930-х по 1990-е годы.

## Биография

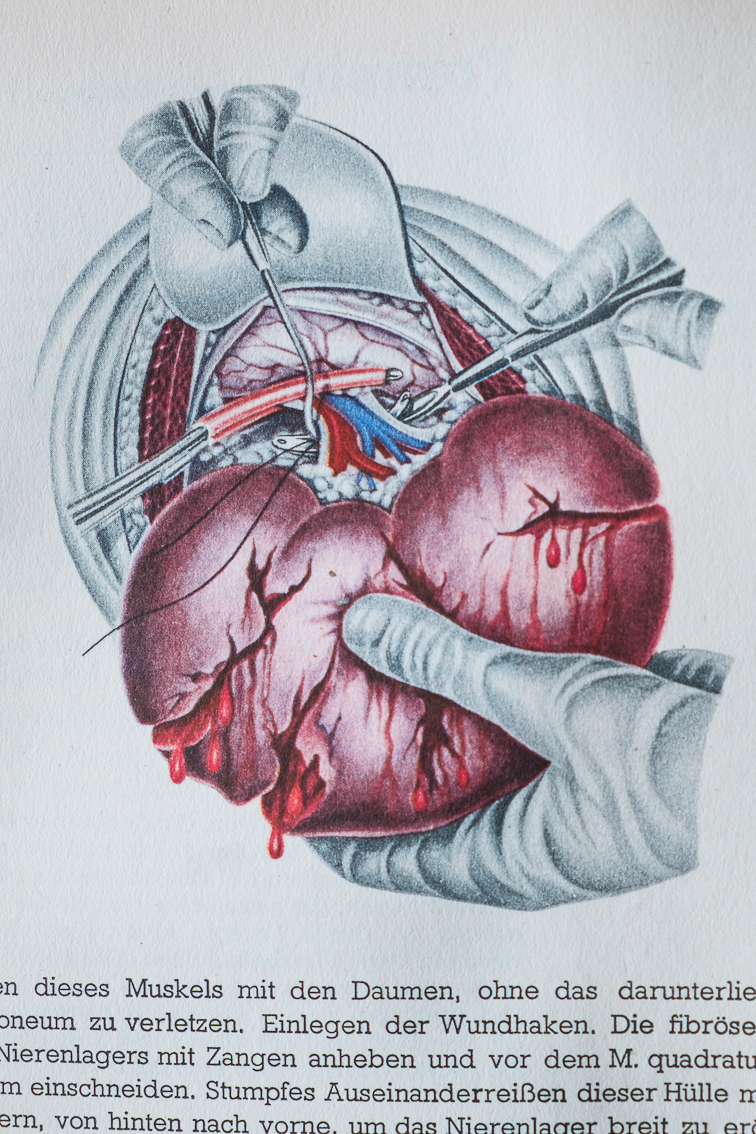
K. Шмид — Научная иллюстрация 1940-х годов. Источник изображения: Памятная записка о срочных вмешательствах «Зигфрида» профессора Шарля Перре, Монтрё, 1947 год.

Карл Шмид родился в Цюрихе. Его отец, еврей по происхождению, погиб во время Первой мировой войны. Его мать, оказавшаяся в крайней нищете, страдала эпилепсией и шизофренией; при каждой её госпитализации Карла отправляли в детский дом, где он провел детство и большую часть юности.
Карл мечтал стать врачом-хирургом, но также проявлял страсть к резьбе по дереву, которую он продолжал изучать, обучаясь на столяра и плотника. Это ремесленное обучение послужило основой для его последующей работы в качестве художника. Одновременно он посещал вечернюю среднюю школу и некоторые продвинутые курсы в Школе искусств и ремесел. Карл проводил часть своего свободного времени в публичной библиотеке в Цюрихе, где он читал обо всем, отдавая предпочтение литературе и, прежде всего, искусству. В годы своего становления он познакомился с художниками Оскар Кокошка и Эрнст Людвиг Кирхнер . Шмид и Кирхнер встретились в Давосе, в санатории для больных туберкулезом, которым они оба в то время болели. «…Их болезнь, но ещё более их общий энтузиазм в отношении новой выразительной концепции искусства, сблизили их, и между ними быстро завязалась глубокая дружба».
В 1932 году Карл посещал лекции Поля Клермонта (профессора хирургии Цюрихского университета) в качестве вольнослушателя. Клермон обратил внимание на молодого человека, сосредоточенного на рисовании во время занятий. Он распознал талант Карла к изображению анатомии человека, похвалил его работы и впоследствии нанял его в качестве хирургического иллюстратора — первого в своем роде — в Цюрихском университете. С 1932 по 1941 год Шмид делал иллюстрации для научных изданий.
Примерно в это время Карл также женился на докторе-психиатре Эрике Бильфингер. От их союза родилось двое детей.
Научные рисунки привлекли внимание Вальтера Гропиуса, одного из основателей Баухауса. Гропиус пригласил Карла Шмида в Штаты, преподавать в Гарвардской высшей школе дизайна. Также через Гропиуса Карл получает предложение от компании Диснея стать художником-мультипликатором. Однако, несмотря на уникальные возможности, Шмид отклонял эти приглашения по семейным обстоятельствам. Позже Гропиус познакомил Карла Шмида с Йоханнесом Иттеном, директором Цюрихской школы прикладного искусства (ныне Университет искусств в Цюрихе) . Иттен захотел нанять его в качестве преподавателя.
В 1944 году Карл Шмид создал один из первых курсов научного рисования, который он продолжил преподавать до 1971 года

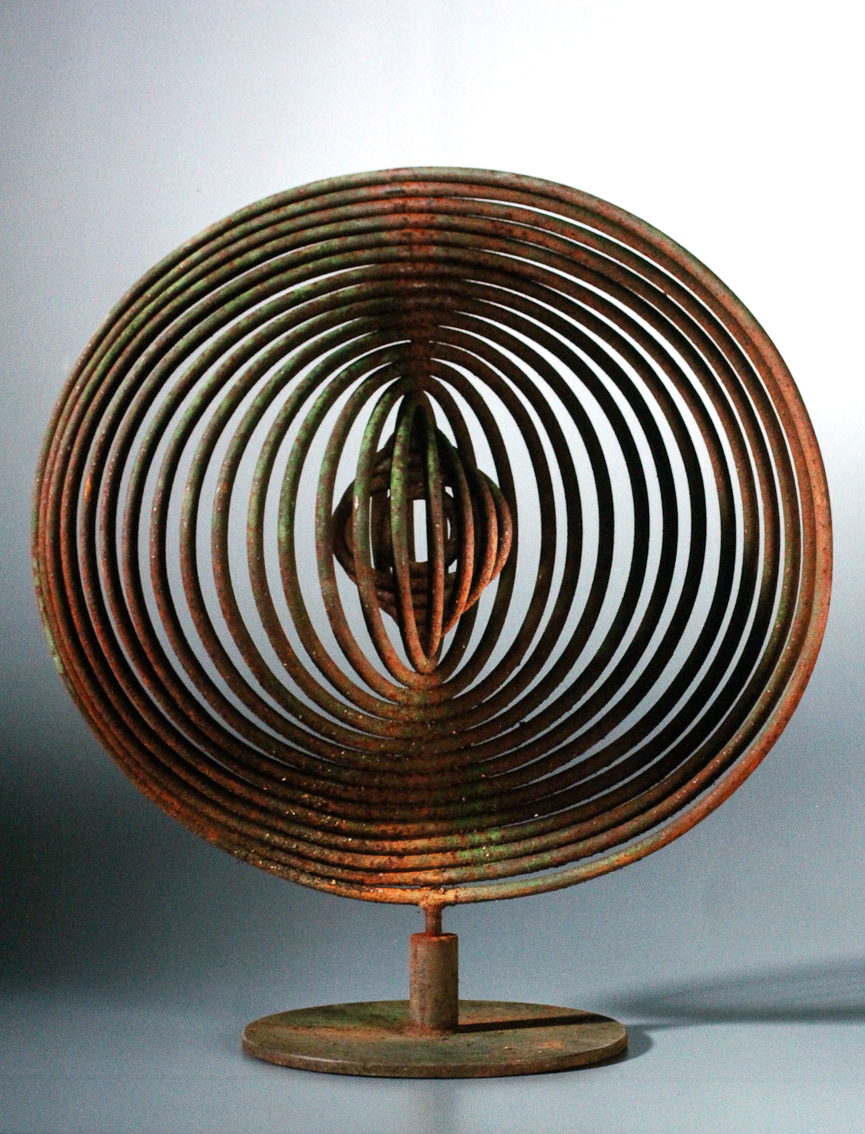
K. Шмид — Без названия (датируется 70-ми годами) — скульптура из окисленного железа, 145 x 45 см.

Карл переехал с семьей в район Зеефельд в Цюрихе. Благодаря постоянному заработку от преподавания в школе, он смог позволить себе первую собственную мастерскую в бывшей конюшне виллы Герольд на Клаусштрассе.
Весной 1944 года Карл Шмид впервые встретился с Хансом Арпом в Цюрихе, в доме своих друзей-коллекционеров. В то время Арп горевал из-за потери своей первой жены, Софи Таубер-Арп, которая погибла годом ранее в результате несчастного случая в доме Макса Билля, где они гостили. Позже Макс Билль водил Арпа в студию Шмида, пытаясь помочь своему другу преодолеть депрессию с помощью новых художественных проектов. С этого момента между Шмидом и Арпом установились дружба и сотрудничество на всю жизнь. В дальнейшем Шмид создал для Арпа деревянные рельефы, ксилографии и книгу художника «Элементы» («Elemente»).
В 1956 году Карл Шмид был также назначен руководителем подготовительного курса в Школе прикладного искусства: Vorbereitungsklasse. В 1962 году он переехал в свой дом-мастерскую в Гокхаузене. Там он оборудовал мастерские для занятий всеми видами искусств: живописью, резьбой по дереву, гравировкой и даже кузницу, где он создал большинство своих железных и бронзовых работ в 70-е и 80-е годы. Его единственная антологическая выставка прошла в 1965 году в Хельмхаусе, где были выставлены его работы вместе с работами его учеников: «Karl Schmid und seine Schuler» (Карл Шмид и его ученики)
Начиная с 60-х годов, он получал множество заказов на создание фресок в школах, общественных и частных зданиях в кантонах Цюрих, Цуг, Граубюнден и Тессин.
В 1971 году, в возрасте 57 лет, он досрочно ушел на пенсию из-за обострения болезни, от которой он уже некоторое время страдал., Однако он продолжал заниматься искусством, создав ряд произведений, в том числе несколько архитектурных фресок. В последние годы жизни Карл становился все более замкнутым: «…и, наконец, долгие годы, в течение которых он избегал общения с друзьями ради выполнения своей художественной миссии, что привело его на путь изоляции».
Карл Шмид умер 13 августа 1998 года в больнице Ноймюнстер в Цюрихе. Он похоронен на кладбище Триемли.

## Художественное наследие

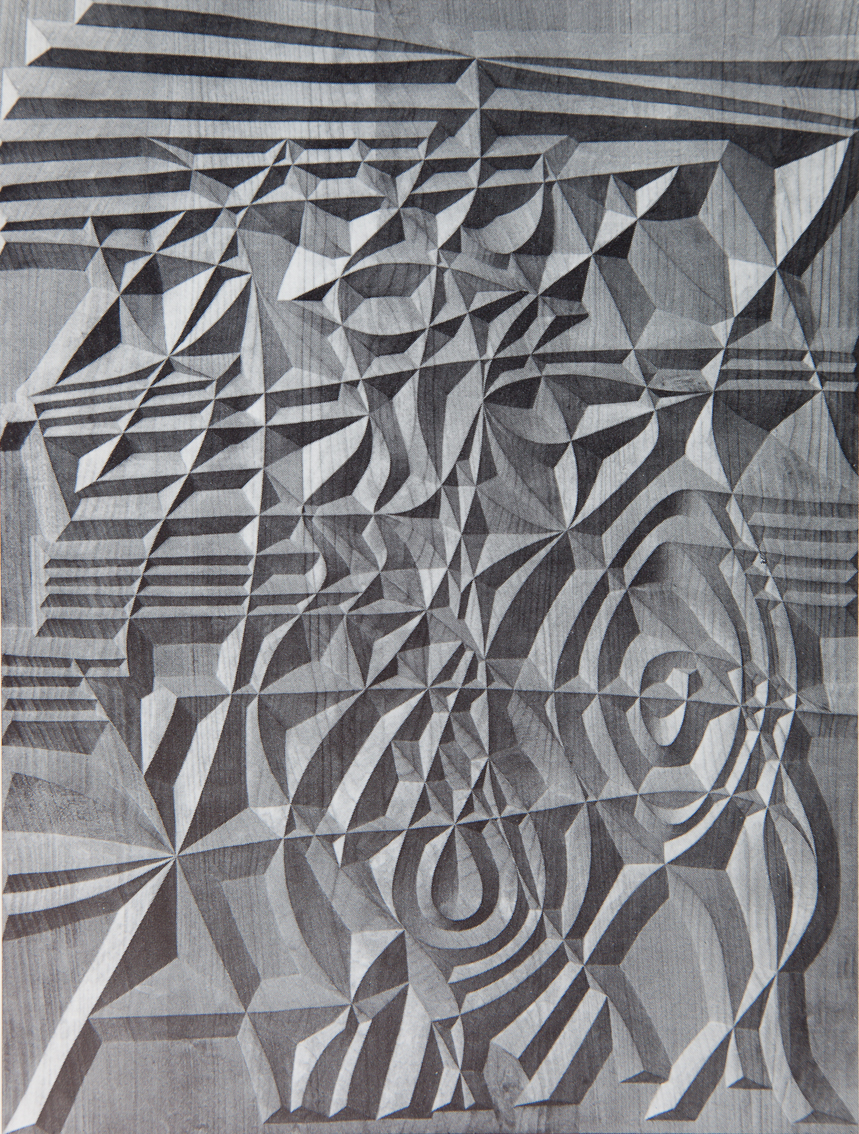
K. Шмид, Die Lustmühle im Kanton Aargau — «Мельница наслаждений в кантоне Ааргау» (1960-е г.г.) — рельеф из вишневого дерева.

Творчество Карла Шмида включает рисунки, литографии, ксилографии, гравюры на ткани, картины маслом, акварели, гобелены, барельефы, скульптуры из дерева, камня и железа, настенные росписи и архитектурные рельефы.

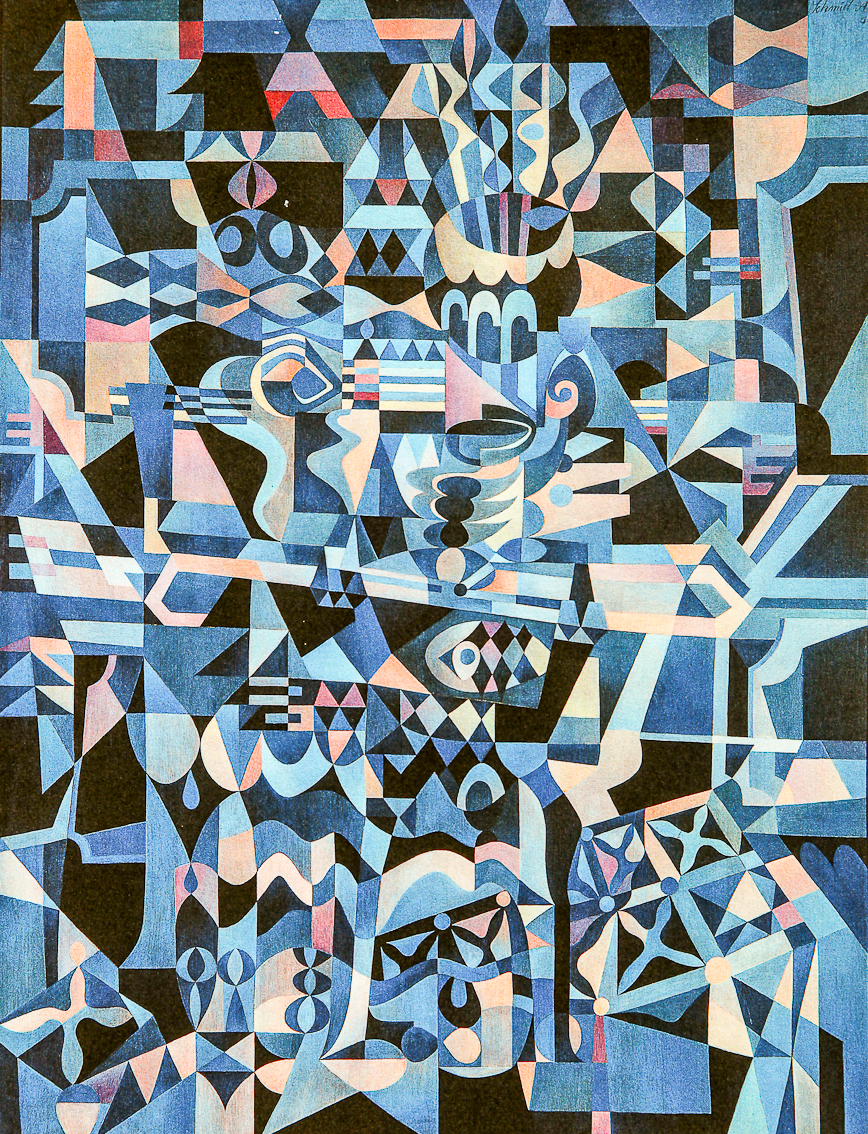
K. Шмид — Der gedeckte Tisch — «Накрытый стол», 1955 — Подготовительная картина к гобелену

«Искусство Карла Шмида простирается от строго натуралистических работ (научные иллюстрации) до абстрактных композиций».
«Творчество Карла Шмида включает рисунки, литографии, ксилографии, гравюры на ткани, картины маслом, акварели, гобелены, барельефы, скульптуры из дерева, камня и железа, настенные росписи и архитектурные рельефы».

### Городские художественные работы
«Карл Шмид был мастером сопереживания современной архитектуре».
В конце 1970-х годов ETH (Федеральный политехнический институт Цюриха) хотелприсвоить ему почетную степень в области архитектуры, но он отказался. Он выполнил фрески в школах, общественных и частных зданиях в кантонах Цюрих, Цуг, Граубюнден и Тессин.

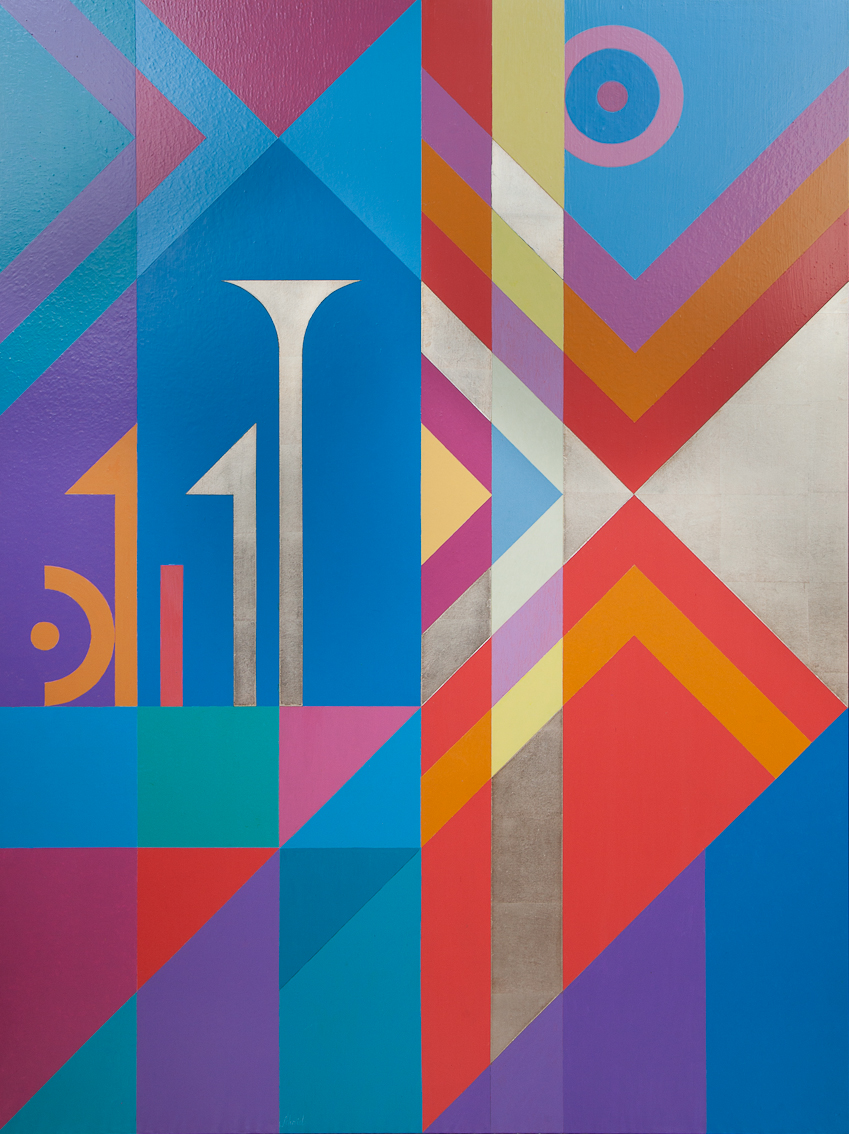
K. Шмид — Без названия (датируется 80-ми годами) — акриловая роспись по дереву, 120 x 80 см

Некоторые из его наиболее значительных произведений (в Швейцарии):
- 1965-66 детский сад «Альтбах», Брюттиселлен (ZH) — настенная роспись
- 1965-67 Schulhaus Gutschick, Винтертур (ZH)[13] — 1965, сад символов, дубовые рельефы (атриум — первый этаж), 1967 настенная роспись (внешний вход)
- 1966 дом престарелых Нойбюль, Воллисхофен, Цюрих (ZH)[14] Dämmerung (Сумерки), настенная роспись (лестница), указатель направления, выполненный из железа (атриум у главного входа), настенная роспись со знаками зодиака, 12 знаков зодиака, железные настенные рельефы (по одному на каждый бельэтаж, всего 12 этажей)
- 1967 исследовательский центр «Агроскоп», Цюрих (ZH) — фриз из железобетона, 40 м над входом (Бетонфрис)
- 1968 спортивный центр «Тру», Скуоль (ГР) — настенная роспись в крытом плавательном бассейне
- 1970 государственная школа Rämibühl, Rämistrasse 58, Цюрих (ZH)[15] — настенная роспись: кафетерий, вход в кафетерий, гараж-коридоры, лестница-атриум

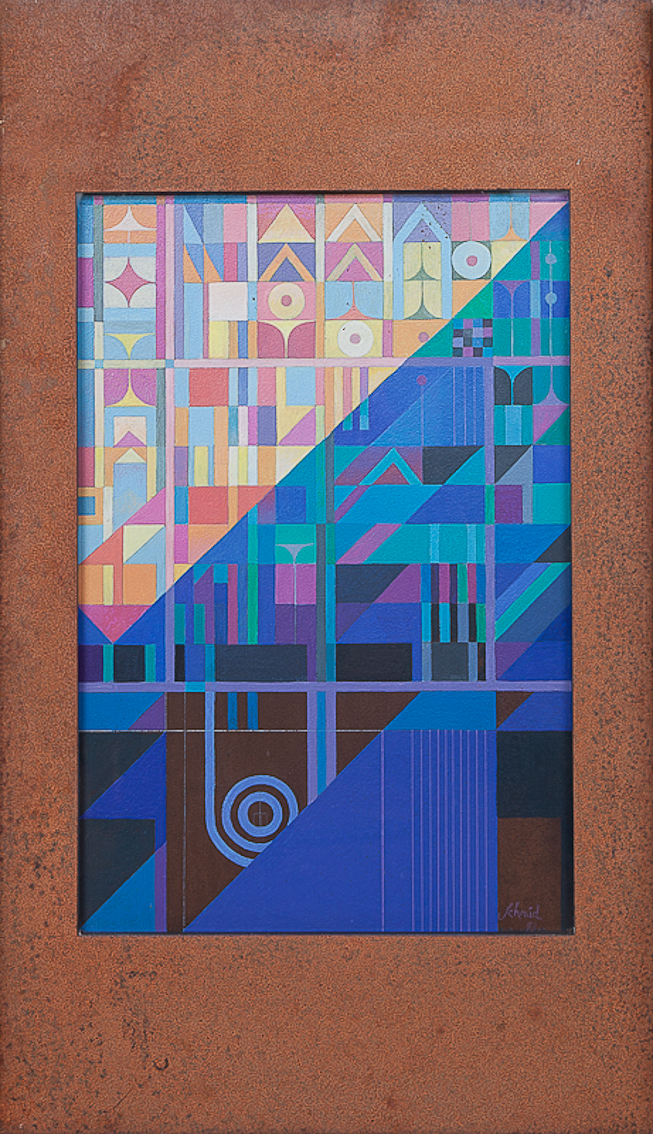
K. Шмид, Licht und Schatten — «Свет и тени», 1993 — Акварель на картоне с рамой из окисленного железа, 70 x 41 см.

- K. Шмид, Licht und Schatten — «Свет и тени», 1993 — Акварель на картоне с рамой из окисленного железа, 70 x 41 см. 1974 кладбище Триемли — Цюрих (ZH)[16] — Тротуарная мозаика
- 1975 жилой дом, Клаусштрассе 4, Цюрих (ZH) — Абстрактные декорации — вестибюль главного входа и лестница
- 1980-е годы дом Шмида — Лионца, Чентовалли (TI) — Наружная настенная роспись

### Выставки
Карл Шмид был независимым, идеалистическим художником. Он не хотел участвовать в традиционном рынке искусства и (очень часто) предпочитал продавать свои работы непосредственно коллекционерам, которых знал лично. Его редкие выставки проходили, как правило, по инициативе государственных или частных учреждений.

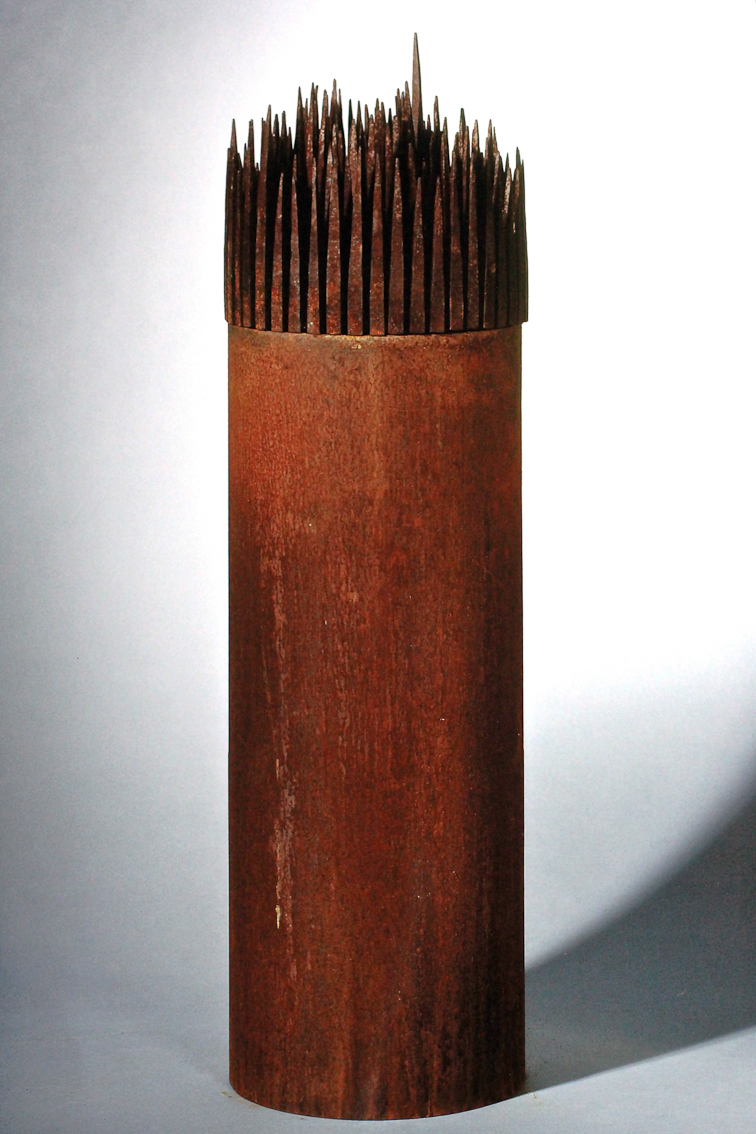
K. Шмид, Освенцим (датируется 60-ми годами) — скульптура из окисленного железа, 145 x 45 см.

- В 1957 году его рисунки экспонировались на групповой выставке «Рисунок в творчестве молодых швейцарских художников и скульпторов», Берн, Кунстхалле, 03/08/1957 — 08/09/1957.[17]
- Его единственная ретроспективная выставка состоялась в 1965 году вместе с его учениками из Школы прикладного искусства: «Karl Schmid und seine Schuler» (Карл Шмид и его ученики) — Хельмхаус, Цюрих, 23/01/1965 — 28/02/1965. По этому случаю Кунстхаус Цюриха приобрел рельеф из вишневого дерева Die Lustmühle im Kanton Aargau.[18] (Мельница наслаждений в кантоне Ааргау).[5]
- Персональная выставка, в составе коллективной экспозиции: «Пять швейцарских художников» в SKA на Вердмюлеплац, Цюрих, 06/03/1991 — 19/04/1991.[19]
- В 2004 году Фонд Риттера-Хюрлиманна организовал посмертную выставку «Erinnerungen an Karl Schmid» («Воспоминания о Карле Шмиде»). Устер, вилла Грюнхольцер, 01/05/2004 — 16/05/2004.[20]

## Карьера преподавателя
В 1944 году Карл Шмид начал вести занятия по научному рисунку в Цюрихской школе прикладного искусства, получив официальное приглашение от директора Йоханнеса Иттена.
В 1956 году ему также было поручено преподавание подготовительного курса. «Он принял эту ответственность с отеческой преданностью. (…) Его великие образцы для подражания, Рудольф Штайнер и Генрих Песталоцци, вдохновляли его относиться к своим ученикам с глубочайшим уважением. Он привнес много новых идей в преподавание, начиная с самых простых упражнений. Однако он требовал, чтобы они выполнялись с абсолютной преданностью и совершенным мастерством. Он постоянно направлял своих учеников к тому, чтобы они установили связь с той „красотой“, о которой мечтали, благодаря чуткости, настойчивости и внимательности.» «Карл Шмид должен был стать учителем. Его ученики всегда непосредственно отражали формальные элементы, материалы, внутренние творческие процессы, которым он учил. (…) Шмид никогда не передавал своим ученикам в процессе преподавания только стиль, но скорее видение целого мира, находящегося в смятении».

### Проекты с участием его учеников
- 1958 — Буклет Punktgeschichten / «Рассказы о точках», который появился на свет как классный проект. «С помощью самых простых инструментов — заточенного гвоздя — его ученики делали гравюры на полированных досках из грушевого дерева. Затем пластины отправлялись на печать в местную типографию. С помощью этого аскетически простого упражнения по дизайну ученики осознали бесконечное творческое богатство, которое можно найти во всех вещах, даже в самом маленьком творческом элементе, известном человечеству, — точке».[5]
- 1962 — Иллюстрации для гербария: «Unkräuter», (Сорняк) для компании Ciba-Geigy .[6]

" Все дикорастущие растения Швейцарии нужно было точно изобразить акварелью. Вся работа длится семь лет и в итоге включает в себя около 180 акварельных тарелок, выработанных с предельной точностью " В этот же период дидактический дизайнерский опыт со студентами: столовый сервиз из деревянных столовых приборов.
- 1965 — Иллюстрации для гербария: «Unkräuter» (Сорняки) для компании Ciba-Geigy Конрада Гесснера .[6]
- 1965 — Карл Шмид получает приглашение от Кунстхауса Цюриха выставить свои произведения искусства в Хелмхаусе.[12]

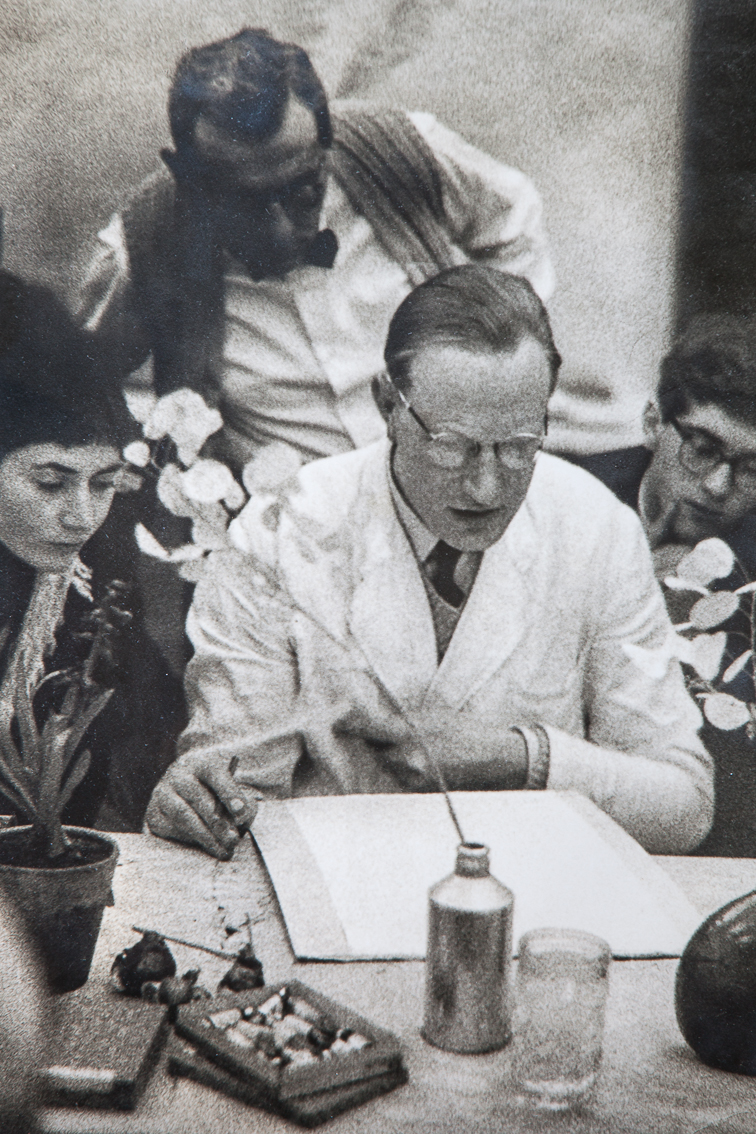
K. Шмид и его студенты из Кунстгевербешуле — (фотография 60-х годов)

«Он с радостью принял приглашение и предложил также показать работы своих студентов из подготовительного курса и класса научной иллюстрации. Он чувствовал, что его образовательный вклад был неотъемлемой частью его творческой деятельности»
Макс Билл, которому было поручено составить предложение по реформе Школы искусств и ремесел, в своих заключительных замечаниях заявил, что институт должен быть закрыт из-за устаревших методов обучения. Новаторским он считает преподавание лишь нескольких курсов, среди которых он упоминает курс Карла Шмида.

### Студенты Карла Шмида
- Оливьеро Тоскани, коммерческий и модный фотограф, писатель, политик, коммуникатор, создатель корпоративных имиджей и рекламных кампаний для Benetton, Chanel, Esprit, Fiorucci . Он учился в Цюрхерской кунстгевербешуле с 1961 по 1965 год[21] . ТТоскани вспоминает, что именно Шмид подтолкнул его к занятиям фотографией: в свое время Тоскани хотел стать художником. Шмид взял его в Цюрихский зоопарк, чтобы он рисовал животных (это был один из обычных методов обучения Шмида)[20] и после просмотра его рисунков он любезно предложил ему заняться фотографией.
- Харальд Нагели был его учеником с 1957 по 1962 год. Более известный как «Брызгальщик из Цюриха», он был предшественником стрит-арта в конце семидесятых.
- Ганс Руди Гигер, с 1959 по 1960 год. Художник, дизайнер, иллюстратор и скульптор. Работал в индустрии CGI/спецэффектов; вместе с Карло Рамбальди создал/идею главного существа в фильме «Чужой». В 1980 году получил премию «Оскар» за лучшие спецэффекты в кинематографе.
- Курт Лауренц Мецлер, с 1958 по 1963 год. Скульптор
- Харди Хепп, с 1962 по 1966 год. Художник, рисовальщик и музыкант.
- Фреди М. Мурер, с 1960 по 1964 год. Продюсер, автор сценария, рассказчик, фотограф и дизайнер
- Эрнст Гензи, 1951-54 гг. Скульптор
- Лео Пол Эрхардт, 1966-68 гг. Скульптор и фотограф (работал с Тоскани)